# Isleta de San Juan
La Isleta de San Juan, es una isla de 3 millas cuadradas (equivalentes a 780 hectáreas o 7,8 km²) adjunta de la costa de la isla principal de Puerto Rico, conectada por puentes y una calzada. Es el lugar donde se encuentra el barrio del San Juan Antiguo, el cual se divide en siete sectores conocidos como «sub-barrios» del antiguo municipio de San Juan. Estos son el Viejo San Juan, el cuadrante histórico de la capital del territorio, San Juan con 6 de los barrios. Es además el sitio donde se encuentra el antiguo barrio de Puerta de Tierra (1.55 km²), el primer barrio extramuros de San Juan, aquí se ubican numerosos comercios y edificios simbólicos, así como el Capitolio del gobierno de Puerto Rico.
En la Isleta hay varias fortalezas como el emblemático Castillo San Felipe del Morro, el Castillo San Cristóbal, y El Palacio de Santa Catalina, también conocido como La Fortaleza, que actuaban como defensas primarias del asentamiento, que fue objeto de numerosos ataques. La Fortaleza sigue sirviendo también como la mansión ejecutiva para el gobernador de Puerto Rico.